# Adam Graessle
Adam Vincent Graessle (25 de noviembre de 1984 en Dublin, Ohio) es un jugador profesional de fútbol americano juega la posición de punter actualmente es agente libre. Firmó como agente libre para Green Bay Packers en 2009. Jugó como colegial en Pittsburgh.
También participó con California Redwoods en la United Football League y Pittsburgh Steelers en la National Football League.

## Estadísticas UFL
| Temporada | Año | No | Yds | Pct. | Net  | TB | In20 | Long | B |
| --------- | --- | -- | --- | ---- | ---- | -- | ---- | ---- | - |
| 2009      | CAR | 10 | 402 | 40.2 | 29.9 | 0  | 2    | 53   | 0 |